# Jean-Louis Calderon
Pour les articles homonymes, voir Calderon.
Jean-Louis Calderon, né le 19 avril 1958 à Madrid et mort le 23 décembre 1989 à Bucarest, est un grand reporter à Europe 1 puis à La Cinq.

## Biographie

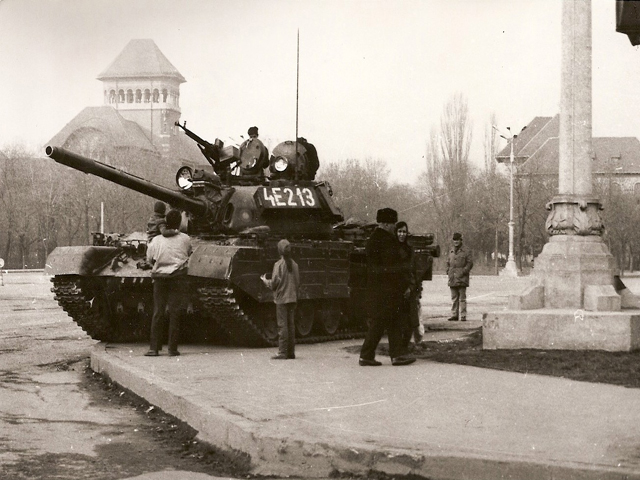
Char roumain TR-85 lors de la révolution de 1989 en Roumanie.

Il est élève de la promotion 1981 du Centre de formation des journalistes (CFJ).
À sa mort, il est marié et père de deux filles.
Alors qu'il couvre la révolution en Roumanie pour La Cinq, il meurt 
dans la nuit du 22 au 23 décembre 1989 écrasé par un char à Bucarest. Les circonstances de cette mort sont controversées. Vers 22h00, avec ses deux coéquipiers, le cameraman Patrice Dutertre, et le preneur de son Philippe Gibeaux, il se trouve sur la place de la République où les opposants au régime de Nicolae Ceaușescu se rassemblent en masse devant le siège du Parti communiste roumain, occupé par les manifestants au cours de la journée. L'ambiance est plutôt joyeuse même si une trentaine de chars TR-77 sont alignés devant le bâtiment ; la foule tente de fraterniser avec les militaires. Jean-Louis Calderon s'éloigne pour chercher du ravitaillement. Dix minutes plus tard, une fusillade éclate : les journalistes se précipitent pour couvrir la scène tandis que les blindés commencent à se déplacer. Patrice Dutertre aperçoit alors le corps de Calderon écrasé sous une chenille. Le photographe Patrick Durand, témoin de la scène, fait transporter le corps à l'institut médico-légal ; l'ambassade de France en Roumanie se charge de son transfert en Bulgarie puis en France où il est enterré.
La mort de Calderon est d'abord traitée par les autorités roumaines comme un « simple accident de la route » : 7 journalistes étrangers ont été tués au cours de ces événements sans donner lieu à aucune enquête. Ce n'est qu'en 2006-2007 qu'un procureur militaire roumain, Dan Voinea (ro), rouvre le dossier et interroge trois témoins. En 2009, la justice roumaine transmet à la France une demande de coopération judiciaire. Un des témoins, Dumitru Patrascu, vidéaste amateur, affirme avoir vu, entendu et filmé deux journalistes parlant français lors de la fusillade du 23 décembre lorsque l'un d'eux s'écroule, frappé par une balle. Interrogé par le procureur, Dumitru Patrascu modifie son témoignage : il sort du siège du Parti, devenu le Q.G. des insurgés, et monte avec cinq amis dans une voiture ARO lorsqu'un des chars, rallié aux insurgés et les prenant pour des agents de la Securitate (police secrète du régime), ouvre le feu sur eux à la mitrailleuse. La voiture heurte un des chars, qui, en reculant, écrase involontairement Calderon. Cependant, ce témoignage contredit celui des journalistes français : aucun n'a vu de collision entre un char et une voiture et aucun impact de balle n'a été observé sur le corps. Patrice Dutertre, qui continue d'enquêter sur l'affaire, n'exclut pas qu'il y ait eu des consignes pour éliminer les journalistes étrangers. L'Association 21 décembre 1989 (ro), qui rassemble des protagonistes et parents de victimes de la révolution roumaine, enquête aussi sur cette affaire, une des nombreuses morts mal expliquées de cette période.
En octobre 2015, le parquet militaire décide de clore toutes les procédures sur les morts survenues pendant la révolution de décembre 1989 : toutes les affaires, y compris la mort de Jean-Louis Calderon, n'ayant pas fait l'objet de condamnations à cette date sont considérées comme des morts accidentelles.

## Postérité
- Une rue de Bucarest porte son nom (Strada Jean-Louis Calderon).
- Un lycée de Timișoara porte son nom.
- Un Prix photo porte son nom : Grand Prix Photo Jean-Louis Calderon du Festival international du Scoop et du Journalisme d’Angers
- Une plaque à sa mémoire figure près de l'église orthodoxe roumaine à Paris 5e, placée par les Roumains de Fce début 1990.
- Le reportage "Chili - La Cueca Sola", diffusé le 18 janvier 1990 dans l'émission Envoyé Spécial, lui est dédié.